# Tour de Flandes 1914
El Tour de Flandes 1914 és la segona edició del Tour de Flandes. Es disputà el 22 de març de 1914 amb inici i final a Gant, amb una llargada de 280 quilòmetres. El vencedor final fou el belga Marcel Buysse, que s'imposà a l'esprint a un grupet format per vuit corredors.

## Classificació final
|    | Ciclista                  | Equip                   | Temps       |
| -- | ------------------------- | ----------------------- | ----------- |
| 1  | Marcel Buysse (BEL)       | Alcyon-Soly             | 10h 20' 00" |
| 2  | Henri van Lerberghe (BEL) | Liberator               | m. t.       |
| 3  | Pierre van de Velde (BEL) |                         | m. t.       |
| 4  | Alois Persyn (BEL)        |                         | m. t.       |
| 5  | Achiel Depauw (BEL)       |                         | m. t.       |
| 6  | August Dierickx (BEL)     |                         | m. t.       |
| 7  | Gustave Monseur (BEL)     | La Française-Hutchinson | m. t.       |
| 8  | Alfons Spiessens (BEL)    | J.B.Louvet-Continental  | m. t.       |
| 9  | Auguste Benoit (BEL)      | J.B.Louvet-Continental  | + 2' 00"    |
| 10 | Julien Tuytten (BEL)      |                         | + 8' 00"    |